# Chaperiopsis (Clipeochaperia) chathamensis
Chaperiopsis (Clipeochaperia) chathamensis is een mosdiertjessoort uit de familie van de Chaperiidae. De wetenschappelijke naam van de soort is voor het eerst geldig gepubliceerd in 1972 door Uttley & Bullivant.